# Raffaele Fagnani
Raffaele Fagnani (Gerenzano, 1552 – Milano, 22 settembre 1623) è stato un giurista e letterato italiano.

## I genitori
Raffaele era figlio di Giacomo Fagnani e Ippolita Pirovano.
Il primo è probabilmente da identificarsi con l'ufficiale di ponti, porti e strade sul Lago Maggiore (1493), che sostituì temporaneamente Giovanni da Pavia, probabilmente malato e non in grado di reggere l'ufficio, dal 1º gennaio 1493, ottenendo in seguito una lettera di nomina per tre mesi.
Avendo ereditato il feudo di Gerenzano e la chiesetta di San Giacomo in loco, di lui e dei suoi eredi parlano alcuni atti plebani (riportiamo qui i più significativi): “In hac ecclesia celebrat quottidie presbiter Baptista de Blanchis nomine heredum magnifici d. Jacobi Fagnani qui asseritur celebrari facere ex devotione et propterea eidem capellano concesserit dictam domum cum vinea annexa pertica rum 25 vel circa et ulterius ei solvitur libras 170 imperiales omni anno.” (1574) e “Eccl.mus Nob. D. Don Jacobus Fagnanus gravavit suos haeredes onoere unius Missae quotidianae celebrandae hoc oratorio de quo licet nullum exibitum fuerit documentum, nec appareat, quaenam bona supposita fuerint huic legato attamen.” (1747).
Una “magnifica Domina Hippolita ucsor Domini Jiacobi Fagnani” viene menzionata in un atto della visita pastorale del 13 luglio 1583, laddove l'arcivescovo Carlo Borromeo la incoraggia a perseverare nel voto fatto di offrire l'olio per le lampade del Santissimo Sacramento.

## Biografia
Studiò presso le università di Bologna e Pavia, venendo proclamato in quest'ultima dottore sia in diritto civile che ecclesiastico. Nel 1575 divenne membro del Collegio dei Giureconsulti di Milano; negli anni successivi divenne protonotario apostolico (1577) e poi consulente dell'Inquisizione.
Probabilmente è da identificarsi col Raffaele Fagnani che nel 1617 cedette la decima della vigna di Malvaglio (frazione di Robecchetto) ai canonici.
Morì il 22 settembre 1623, nel palazzo di famiglia a Milano, in Porta Vercellina, nella parrocchia di Santa Maria alla Porta.
Di lui parla l'arcivescovo Cesare Monti quando, in visita pastorale a Gerenzano nel 1639, “rileva che il defunto nobile Raffaele Fagnani dispone che i suoi eredi provvedessero a far celebrare quotidianamente una messa in questo tempio [la chiesa di San Giacomo] e prescrive al cappellano in carica (un don Carlo, del quale non è detto il cognome) di adempiere al legato.” (A. Banfi, Storia di Gerenzano)

## ICommentarii
La Storia lo ricorda per aver compilato una genealogia di 1331 nobili famiglie di Milano (con tanto di documenti, notizie e dati), intitolata Commentarii sulle Famiglie Milanesi: Sitoni, in un articolo dell’Archivio Storico Lombardo del 1906, asserisce che “fra le opere storiche sulle più antiche famiglie nobili di Milano, un posto certo non piccolo occupano i commentari (Familiarum Commenta), che l'erudito giureconsulto e genealogista Raffaele Fagnani compitò tre secoli or sono.” Ghinzoni la chiamò “opera preziosa”, Pio Rajna “opera monumentale”, e il conte Ippolito Malaguzzi “pregevolissimo codice, celebre compilazione”. Il testo è conservato in due manoscritti: l'originale, in 14 volumi, è in possesso della Biblioteca Ambrosiana, mentre l'altro, in 9, è una copia autentica e si trova nell'Archivio di Stato.